# Captain EO
Captain EO è un cortometraggio musicale di fantascienza del 1986 realizzato dalla Walt Disney Productions con protagonista Michael Jackson, diretto da Francis Ford Coppola e prodotto da George Lucas ed è considerato uno dei primi film 4D della storia del cinema.
Fu prodotto dalla Lucasfilm e dalla Walt Disney Imagineering (WDI) per essere proiettato in esclusiva nei parchi Disney di tutto il mondo.
Con una durata di soli 17 minuti, Captain EO è il film con il costo al minuto più alto della storia.

## Trama
Captain EO (Michael Jackson) e il suo equipaggio vengono mandati in missione dal loro comandante, Commander Bog (Dick Shawn), per portare un dono alla regina Supreme Leader (Anjelica Huston), che regna su un intero pianeta in un regime di dittatura. Una volta giunti nell'orbita del pianeta, la nave spaziale di EO viene attaccata da una nave di pattuglia non identificata che la costringe ad un atterraggio di emergenza. Il comandante, comunicando con la nave di EO tramite un ologramma, si premura che questi abbia ancora la mappa che gli è stata fornita per trovare il palazzo della regina, ma EO aveva scoperto poco prima che Hooter (Tony Cox), un membro dell'equipaggio simile a un piccolo uomo elefante, l'aveva ingoiata per sbaglio.
Arrivati sul pianeta, il capitano e il suo equipaggio vengono catturati e portati al cospetto della regina, che si rivela essere per metà umana e per metà aliena, sospesa a mezz'aria da dei cavi. La regina li vuole punire perché secondo lei infettano il suo pianeta con la loro presenza e minaccia di rinchiuderli nelle sue prigioni e di fargli subire cento anni di torture. EO le risponde che vede la bellezza nascosta dentro di lei e che lui le porta la chiave per sbloccarla e che sono giunti fino a lì per portarle un dono. La regina chiede a EO di mostrarle allora il dono, ma lui risponde che non solo glielo mostrerà ma glielo farà anche ascoltare.
Captain EO fa allora un cenno al suo equipaggio, il quale si trasforma in un gruppo musicale, ma Hooter inciampa facendo cadere la tastiera e interrompendo la musica. La regina ordina allora alle guardie di catturarli. EO si difende con dei trucchi magici emettendo dei raggi dalle mani, che trasformano le guardie della regina in ballerini.
Captain EO inizia a cantare una canzone intitolata We Are Here to Change the World ("Siamo qui per cambiare il mondo"), che a colpi di passi di danza lo porta a salvare il pianeta trasformando tutte le strane creature e la regina stessa in esseri fiabeschi e il pianeta stesso in un paradiso verdeggiante. EO si inchina quindi alla regina trasformatasi in un'avvenente donna e sulle note della canzone Another Part of Me inizia a ballare insieme agli abitanti, per poi salutarli e lasciare il pianeta con la sua nave spaziale insieme al suo equipaggio.

## Produzione

### Genesi
L'idea del cortometraggio venne alla Disney nel 1984, all'inizio dell'epoca della rinascita della compagnia con l'arrivo di Michael Eisner al comando. Dopo che la compagnia aveva attraversato momenti critici tra il finire degli anni Settanta e i primi anni Ottanta, la Disney voleva riavvicinarsi al pubblico giovane dell'epoca e per questo contattò Michael Jackson, allora al massimo della sua fama dopo il successo dell'album Thriller, pubblicato nel 1982, e dei rispettivi video, realizzati invece nel 1983, che in pochi anni lo resero l'album più venduto della storia della musica, sapendo anche che l'artista era un grande fan di Walt Disney.

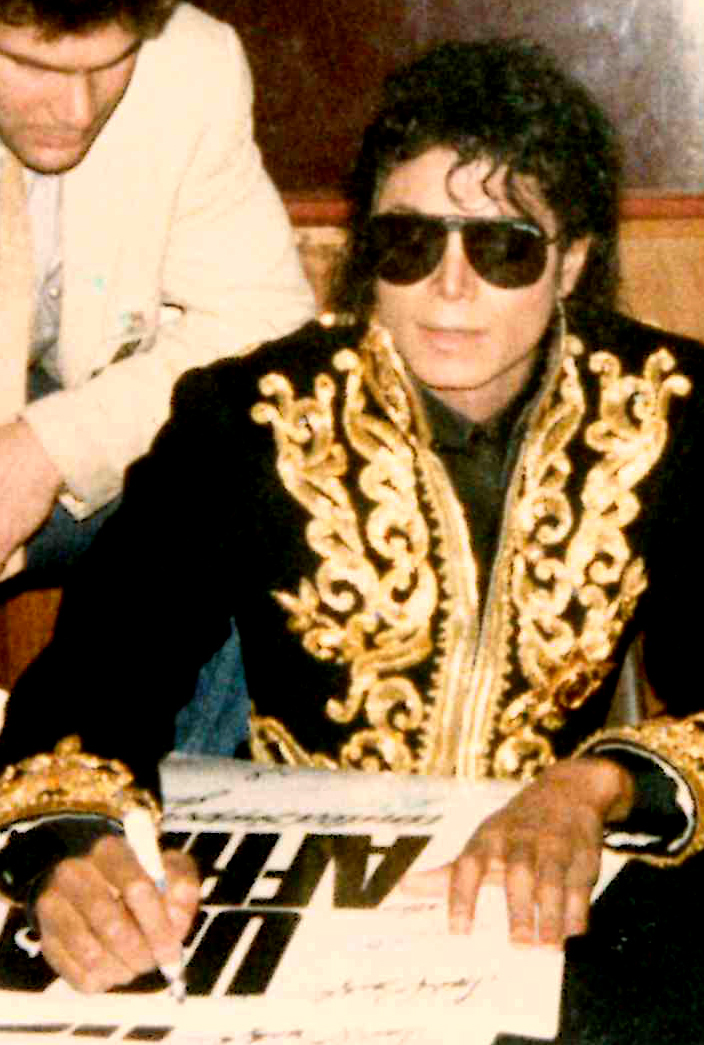
Michael Jackson nel 1985.

Quando la casa cinematografica propose il progetto al cantante nel 1985, Jackson voleva che George Lucas o Steven Spielberg dirigessero e producessero il film. Spielberg rifiutò perché stava lavorando a Il colore viola, ma Lucas, che era già impegnato con la Disney nella realizzazione dell'attrazione per i parchi Disney, Star Tours, invece accettò.
Lucas, in quegli anni ritiratosi momentaneamente dalla regia e divenuto principalmente un produttore, raccomandò come regista il suo amico e collega Francis Ford Coppola perché quest'ultimo aveva bisogno di lavoro dopo che la sua carriera aveva avuto una battuta d'arresto con due flop al botteghino, Rusty il selvaggio e The Cotton Club.
Le idee originariamente furono due: la prima bozza della sceneggiatura prevedeva una trama in cui Jackson visitava un parco Disney dopo l'orario di chiusura, quando tutti gli animatronics e i personaggi prendevano magicamente vita. Questa prima bozza venne più volte riscritta negli anni dando ispirazione in seguito ai film Una notte al museo e la serie Magic Kingdom. Nella seconda bozza, invece, la popstar avrebbe dovuto interpretare un folletto simile a Peter Pan che avrebbe dovuto difendere la foresta da una strega del ghiaccio. Avendo però la Disney già deciso che il cortometraggio sarebbe stato proiettato a Tomorrowland, l'area dedicata al futuro dei parchi Disney, e grazie alla presenza di Lucas come produttore, si preferì infine di ambientare la storia nello spazio, dandogli un'atmosfera fantascientifica.
Il film fu intitolato provvisoriamente Space Nights ma, dato che Coppola aveva proposto per il protagonista il nome "EO", una parola greca che deriva dalla divinità Eos, che significa "alba", perché EO avrebbe portato la luce in un pianeta oscuro, il nome fu cambiato in "Captain EO".
Shelly Duvall fu la prima attrice scelta per interpretare la regina, ma era troppo claustrofobica per poter resistere per ore sotto al trucco prostetico e venne pertanto sostituita da  Anjelica Huston.
Per interpretare la Supreme Leader, la Huston dovette sopportare infatti tre ore di trucco ogni giorno, e doveva inoltre essere sospesa al soffitto da dei cavi. Inoltre, con grande dispiacere dell'attrice, Jackson la fece rimanere truccata ogni giorno, anche quando non stavano girando le sue scene, perché secondo il cantante vederla truccata lo aiutava a non uscire dal suo personaggio.
Anche se con una durata di soli 17 minuti, Captain EO fu allora il film più costoso mai prodotto, circa trenta milioni di dollari complessivi, ovvero 1,76 milioni di dollari per ogni minuto di film.

### Effetti speciali
Per poter proiettare Captain EO in tecnologia 3D, i teatri dei parchi Disney vennero modificati o, in alcuni casi, ricostruiti e furono attrezzati per poter supportare gli effetti speciali della tecnologia 4D.
Gli effetti speciali includevano: luci laser sparate sul pubblico, luci sui muri con un campo di stelle sulle pareti realizzato con cavi in fibra ottica, poltrone che vibravano, fumogeni e spruzzi di aria e di acqua sul pubblico.

## Colonna sonora
La canzone principale della colonna sonora è We Are Here to Change the World, mentre nel finale e sui titoli di coda si sente Another Part of Me in una versione precedente a quella pubblicata in seguito nell'album Bad del 1987. Le musiche che accompagnano le altre scene vennero scritte dal compositore James Horner. La colonna sonora non fu mai pubblicata, mentre We Are Here to Change the World venne pubblicata per la prima volta solo nel 2004 nella raccolta Michael Jackson: The Ultimate Collection.

## Promozione
In concomitanza con l'apertura dell'attrazione in tutti i parchi Disney, nel 1986 uscì un documentario sul dietro le quinte intitolato The Making of Captain EO da trasmettere prima del cortometraggio vero e proprio su degli schermi posti sopra alle serpentine delle code per entrare nel teatro principale dove il corto musicale veniva trasmesso. Nel 1988, col nome Captain EO: Backstage, fu trasmesso da Disney Channel negli Stati Uniti. Fu diretto da Muffett Kaufman e presentato dall'attrice Whoopi Goldberg.
La storia del film fu inoltre adattata in un fumetto stampato in 3D e pubblicato dalla Eclipse Comics, venduto assieme a degli occhialini 3D ed intitolato Eclipse Comics 3-D Special #18 Michael Jackson as Captain EO. Diversi peluche rappresentanti i membri dell'equipaggio di EO, T-shirt, spille e altri oggetti di merchandising vennero realizzati per essere venduti nei parchi Disney in cui il cortometraggio veniva proiettato.

## Influenze
Alcune scene del cortometraggio richiamano Blade Runner, Alien e Guerre stellari, oltre allo stile di Hans Ruedi Giger utilizzato ad esempio nel costume del Supreme Leader e nelle atmosfere del suo pianeta.

## Distribuzione
Anche se Captain EO fu annunciato per il 1985, il film venne infine proiettato la prima volta a Walt Disney World, Florida, nel 1986 al Magic Eye Theater di Epcot.

### Date di proiezione
- Epcot dal 12 settembre 1986 al 6 luglio 1994
- Disneyland dal 18 settembre 1986 al 7 aprile 1997
- Tokyo Disneyland dal 20 marzo 1987 al settembre 1996
- Disneyland Paris dal 12 aprile 1992 al 17 agosto 1998

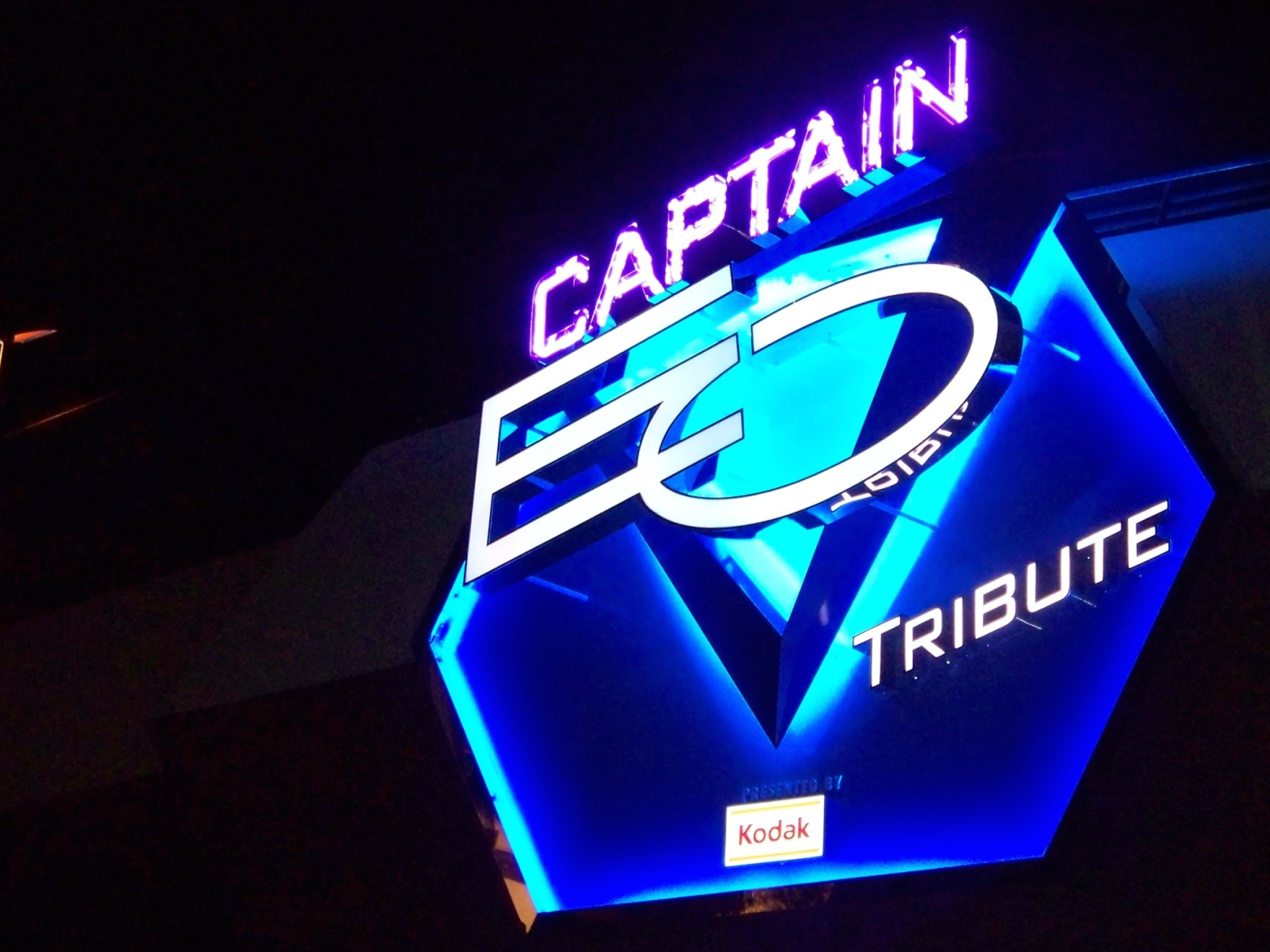
Captain EO nel momento del suo ritorno a Epcot a Walt Disney World nel 2010.

## Ritorno nei parchi dopo la morte di Michael Jackson
In seguito alla morte di Michael Jackson si riaccese l'interesse verso il cortometraggio, che godette di popolarità crescente tra gli ammiratori del cantante. Dando seguito a queste aspettative, la proiezione di Captain EO fu riproposta nelle sale di alcuni parchi, tra cui:
- Disneyland dal 23 febbraio 2010 al 19 giugno 2014[27]
- Disneyland Paris dal 12 giugno 2010 all'8 aprile 2015[28]
- Tokyo Disneyland dal 1º luglio 2010 al 30 giugno 2014[29]
- Epcot dal 2 luglio 2010 al 6 dicembre 2015[30]

## Citazioni e riferimenti culturali

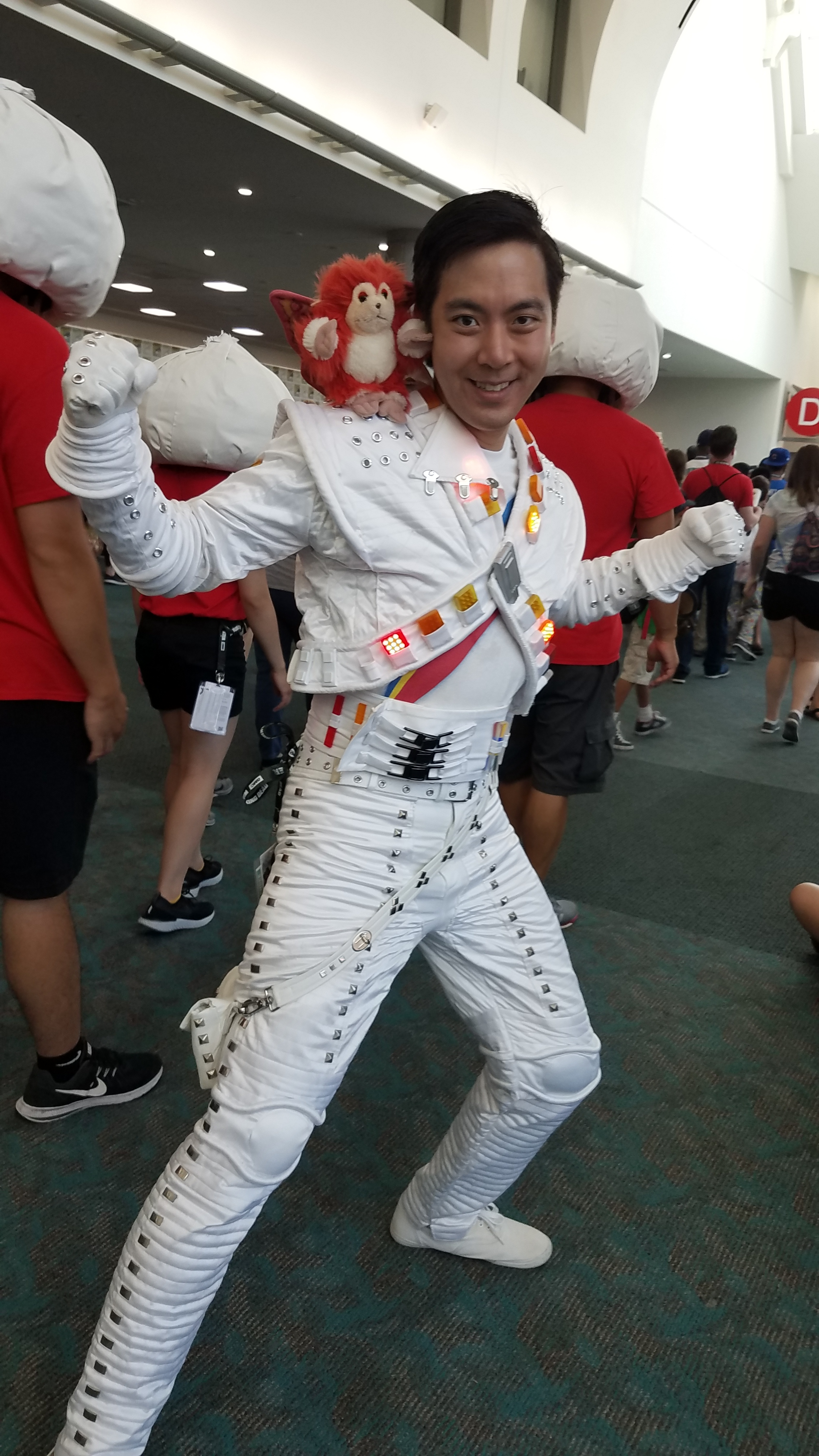
Un cosplayer di Captain EO nel 2018.

Il logo del film ispirò negli anni Ottanta quello della società di videogiochi Electric Dreams Software.
Il personaggio della regina, interpretato da Anjelica Huston, ispirò il look della regina Borg del film Primo Contatto (1996), appartenente alla serie cinematografica di Star Trek.
In un episodio del cartone animato I Griffin del 2005 intitolato L'amore di papà, durante una visita a Walt Disney World, Stewie e Peter assistono ad una proiezione di Captain EO.
Secondo alcuni osservatori, la nuova serie di fumetti con protagonisti i Guardiani della galassia del 2008 e, di conseguenza, gli omonimi film, avrebbero preso ispirazione da Captain EO.
Nel 2010, il chitarrista Buckethead compose un album ispirato dal cortometraggio e dalla morte di Michael Jackson (avvenuta il 25 giugno 2009) intitolato Captain EO's Voyage.